# Тарулинна
Та́рули́нна (фин. Tarulinna) — посёлок в составе Хаапалампинского сельского поселения Сортавальского района Республики Карелия.

## Общие сведения
Расположен на берегу залива в северо-западной части Ладожского озера.
В посёлке сохраняется памятник архитектуры — Дача доктора Винтера.

## Население
| 2002 | 2009 | 2010 | 2013 |
| ---- | ---- | ---- | ---- |
| 14   | ↗23  | ↘20  | →20  |